# Нюри
Ню̀ри (на английски: Newry; на ирландски: Iúr Cinn Trá) е град в югоизточната част на Северна Ирландия. Разположен е около река Нюри в графство Даун на около 60 km югозападно от столицата Белфаст. Главен административен център на район Нюри анд Морн. Шосеен транспортен възел, има жп гара. Населението му е 27 430 жители според данни от преброяването през 2001 г.

## Спорт
Представителният футболен отбор на града се казва ФК Нюри Сити. Дългогодишен участник е в Североирландската премиър лига.

## Личности
Родени
- Пат Дженингс (р. 1945), североирландски футболен вратар